# أوسيوابراندواغ
أوسيوابراندواغ (OB) (بالأفريقانية: Ossewabrandwag)‏؛ (بالأفريقانية: ossewa)‏؛ (بالأفريقانية: brandwag)‏ وهي منظمة مناهضة لبريطانيا ومؤيدة لألمانيا في جنوب إفريقيا خلال الحرب العالمية الثانية، والتي عارضت مشاركة جنوب إفريقيا في الحرب. قام الأفريقانيون الموالون لألمانيا بتشكيل أوسيوابراندواغ في بلومفونتين في 4 فبراير 1939.

## خلال الحرب العالمية الثانية
كان مقاتلو البوير من أوسيوابراندواغ (OB) معاديين لبريطانيا ومتعاطفين مع ألمانيا. وهكذا عارض OB مشاركة جنوب إفريقيا في الحرب، حتى بعد أن أعلن الاتحاد الحرب دعماً لبريطانيا في سبتمبر 1939. على الرغم من وجود أوجه تشابه، لم يكن فان رينسبورغ ولا OB هما فاشيين حقيقيين، وفقًا لما قاله فان دن بيرجي.
ومع ذلك، يظهر ألكساندر كومدا ندومبي الثالث أن OB كان «قائمًا على مبدأ الفوهرر، يقاتل ضد الإمبراطورية والرأسماليين والشيوعيين واليهود والحزب والنظام البرلماني ... على قاعدة الوطنية - الاجتماعية» وفقًا لمصدر سري ألماني مؤرخ في 18 يناير 1944 
ورفض أعضاء OB التجنيد في قوات جنوب أفريقيا وأحيانا مضايقة الجنود الذين يرتدون الزي العسكري. اندلع ذلك إلى أعمال شغب مفتوحة في جوهانسبرغ في 1 فبراير 1941؛ أصيب 140 جنديا بجروح خطيرة. 
في نهاية الحرب، تم استيعاب OB في الحزب الوطني وتوقفت عن الوجود كهيئة منفصلة.